# Corea, hora zero
Corea, hora zero (títol original: One Minute to Zero) és una pel·lícula de guerra romàntica estatunidenca de 1952 protagonitzada per Robert Mitchum i Ann Blyth, ambientada durant les fases inicials de la Guerra de Corea, i produïda per Howard Hughes en la seva darrera pel·lícula com a productor. La partitura de Victor Young per a la pel·lícula inclou la primera aparició de " When I Fall in Love ", com a instrumental titulat "Theme from One Minute to Zero". La pel·lícula mostra les contribucions de l'exèrcit dels Estats Units i la la força aèria l'exèrcit de Corea del Sud, les Nacions Unides, l'exèrcit britànic i la Reial Força Aèria Australiana durant els primers dies de la guerra de Corea. Els efectes del poder aeri a la Guerra de Corea també es van representar de manera vívida mitjançant l'ús d'imatges de combat. Està doblada al català.

## Argument
Just abans de la invasió nord-coreana de Corea del Sud, els veterans de l'exèrcit nord-americà de la Segona Guerra Mundial el coronel Steve Janowski i el sergent Baker estan ensenyant als soldats sud-coreans com utilitzar una bazuca per aturar un tanc enemic. Linda Day és una treballadora de les Nacions Unides que ajuda els refugiats. En Janowski adverteix a la Linda i als seus col·legues que abandonin la zona perquè les hostilitats són imminents. Però ella insisteix que els nord-coreans no arriscarien la ira de l'opinió mundial. En resposta, en Janowski li pregunta si l'opinió mundial va aturar Hitler.
Poc després, en Janowski i el coronel de la Força Aèria dels EUA Joe Parker es desperten i es troben sota atac enemic. Comparen l'atac amb Pearl Harbor ("No és aquí on vam entrar?" "És fins i tot diumenge al matí!"). Janowski pren el comandament d'una unitat de l'exèrcit nord-americà que està ajudant a evacuar estatunidencs i refugiats. Mentre fa la seva feina, segueix creuant-se, i enamorant-se, de la Linda. Resulta que és reticent a involucrar-se amb un soldat perquè és la vídua d'un medalla d'honor.
Com a part d'una situació desesperada, en Janowski s'enfronta a una columna de refugiats que ha estat infiltrada per guerrillers armats nord-coreans. No li queda més remei que realitzar un atac d'artilleria. Tot i que en Janowski té remordiments per les víctimes civils, la Linda el condemna inicialment per matar persones innocents. Després de descobrir el motiu de l'acció d'en Janowski (i que tenia raó), es disculpa.
En Janowski lidera una reeixida contraofensiva nord-americana contra l'enemic. Les contribucions de l'exèrcit britànic i de la Reial Força Aèria Australiana apareixen a la pel·lícula, i s'esmenten explícitament com a evidència que "tot el món" està "en això junts".

## Repartiment
- Robert Mitchum com Cor. Steve Janowski
- Ann Blyth com Linda Day
- William Talman com Cor. John Parker
- Charles McGraw com Sgt. Baker
- Margaret Sheridan com Mary Parker
- Richard Egan com Capt. Ralston
- Eduard Franz com Gustav Engstrand
- Robert Osterloh com Major Davis
- Robert Gist com Major Carter
- Stuart Whitman com Officer (sense acreditar)
- Kathleen O'Malley com Mrs. Norton
- Lalo Ríos com soldat Chico Mendoza (sense acreditar)

## Producció
El títol de treball de la pel·lícula era The Korean Story. Ted Tetzlaff va ser el primer director assignat per RKO. Va ser substituït, però, per Tay Garnett perquè el productor Edmund Grainger (famós per Sands of Iwo Jima i Infern als núvols) volia un nom "més gran" com a director.
L'actriu original escollida com a protagonista va ser Claudette Colbert. Va emmalaltir de pneumònia, però, i encara que Grainger volia Joan Crawford, el paper havia estat reescrit per a una persona més jove. Finalment, Ann Blyth es va convertir en la substituta.
Encara que RKO va intentar rodar imatges de la segona unitat a Corea del Sud, Corea, hora zero va ser filmada a Fort Carson, Colorado, utilitzant tropes reals. Durant un descans, Mitchum, Egan, McGraw i altres membres del repartiment es van presentar al bar d'un hotel local freqüentat pels soldats a la base propera. McGraw va tenir una discussió amb un soldat de l'exèrcit que va passar d'una d'empenta a una baralla de cops quan Mitchum va intentar pegar-lo. El soldat va acabar en llitera, però la notícia de l'altercat va fer que Hughes hagués d'intervenir quan els oficials de l'exèrcit van amenaçar amb retirar el seu suport a la pel·lícula.
Howard Hughes, el propietari de RKO, havia rebut una cooperació militar massiva dels EUA en la realització d'aquesta pel·lícula. No obstant això, es va negar a eliminar l'escena de la massacre de refugiats quan l'exèrcit nord-americà va demanar.
La partitura de Victor Young per a la pel·lícula inclou la primera aparició de " When I Fall In Love ". És interpretada com a peça instrumental pel seu lletrista, Edward Heyman. La cançó, interpretada aquí per Doris Day, es va convertir en una cançó d'èxit popular gravada per diversos artistes.

## Recepció
Tot i que es considerava una tarifa estàndard per a les pel·lícules de guerra, fins i tot tenyit de propaganda, Corea, hora zero va rebre un avís a causa d'una escena controvertida que mostrava els refugiats sent bombardejants. Bosley Crowther de The New York Times va rebutjar la major part de la història basada en l'acció en una ressenya que assenyalava: "Com moltes imatges de guerra, aquesta està en part feta amb elements no només de romanç sinó també de melodrama, comèdia, i llàgrimes... "Corea, hora zero" és un assumpte ben sintètic, organitzat per despertar emocions amb els tòpics més fàcils i evidents. I, tot i que algunes de les xerrades de batalla sonen fidels i les notícies entre talls són sinceres, ni la història ni les interpretacions dels actors, inclosos la senyoreta Blyth i el senyor Mitchum, sonen reals. Aquí hi ha una altra imatge de guerra que fa olor a pintura greixosa i estudis".
Juntament amb Retreat, Hell! que es va estrenar a principis del mateix any, Corea, hora zero va ser molt promocionada en alguns llocs on diverses sales de cinema ho van mostrar com la seva única opció durant molts mesos consecutius. Aquest va ser el cas d'una sèrie de teatres de propietat local a Indiana, Illinois, Michigan, Ohio i Wisconsin. Aquests mateixos teatres havien mostrat Retreat Hell! com a única funció durant mesos abans del mateix any fins que van passar a mostrar Corea, hora zero com a única opció durant els mesos següents d'aquell juliol. Aquests mateixos cinemes només ho tornarien a fer una vegada més, que seria per a la pel·lícula Tarzan and the Lost Safari que es va estrenar el 1957
La interacció d'imatges d'arxiu dels caces-bombarders P-51 Mustang i Lockheed P-80 Shooting Star, juntament amb altres seqüències aèries, ha fet que Corea, hora zero sigui el favorit dels amants del cinema d'aviació.